# Тевяшов, Степан Иванович (1718)
Степан Иванович Тевяшов (1718—1790, слобода Колыбелка, Острогожский уезд, Воронежская губерния, Российская империя) — командир Харьковского слободского казачьего полка в 1734—57 годах, полковник Острогожского слободского казачьего полка в 1757—1763 годах.
Родился в 1718 году. Происходил из богатого рода Тевяшовых. Сын стольника и воеводы Ивана Ивановича Тевяшова (старшего) (ок. 1660—1725), дядя известного в Слободском крае помещика Степана Ивановича Тевяшова (младшего).
По состоянию на 1767 год у полковника Степана Ивановича Тевяшова было сорок душ крепостных и 4256 казаков в подчинении, в то время как у бригадира Степана Ивановича Тевяшова было шестьдесят душ крепостных и 2657 казаков в подчинении. Сыновья:
- Владимир Степанович (1747 — около 1810) — коллежский советник;
- Василий Степанович (1755 — около 1818) — секунд-майор, предводитель дворянства Острогожского уезда (1794—1797);
- Иван Степанович (1758—1817) — премьер-майор, предводитель дворянства Острогожского уезда (1786—1787), муж княжны Марии Павловны Щербатовой; у них сын Павел.

Осознавая недостаток просвещения, уже в преклонном возрасте Тевяшов стал брать домашние уроки у Григория Саввича Сковороды. В письмах и произведениях Сковороды содержится ряд свидетельств бурных философских бесед, проходивших между Григорием Сковородой, Степаном Ивановичем Тевяшовым и его сыном Владимиром.
Сковорода посвятил Степану Ивановичу Тевяшову свою «Икону Алкивиадскую», более известную как «Израильский Змий», а также перевод с латыни диалога Цицерона «О старости».